# 테오벤 구리랍
테오벤 구리랍(영어: Theo-Ben Gurirab, 1938년 1월 23일~2018년 7월 14일)은 나미비아의 정치인으로 다양한 고위 정부 직책을 역임했다. 그는 하게 게인고브의 강등과 그에 따른 사임에 따라, 2002년 8월 28일부터 2005년 3월 20일까지 나미비아의 제2대 총리를 역임했다. 이전에 그는 1990년부터 2002년까지 나미비아의 첫 외교부 장관이었고, 1999년부터 2000년까지 유엔 총회의 의장이었다. 그는 2005년부터 2015년까지 나미비아 국민의회를 지냈고, 그 때 피터 카타비비로 교체되었다. 구리랍은 2015년에 결국 정치에서 사임했다.

## 어린 시절 및 교육
구리랍은 1938년 1월 23일 에롱고주 우사코스에서 태어났다. 1960년에 그는 오카한자에 있는 오거스틴움 중등학교에서 교수 학위를 받았고, 미국으로 망명하는 동안 1964년에 펜실베니아에 있는 템플 대학교에서 정치학 학위를 받고 졸업했다.

## 정치 경력
구리랍은 1962년부터 1989년까지 망명 중이었다. 그는 먼저 탕가니카(현 탄자니아)로 도망쳤고, 그곳에서 유엔 연구 펠로우쉽을 획득하고 미국으로 이주했다.  1964년부터 1972년까지 유엔과 미국에 파견된 SWAPO 사절단의 부대표였으며, 1972년부터 1986년까지 유엔에 파견된 SWAPO 사절단의 단장이었다. 1986년부터 1990년까지 SWAPO의 외교부 장관을 역임했다.
그는 독립 직전인 1989년 11월부터 1990년 3월까지 시행된 제헌의회의 SWAPO 의원이자 나미비아 헌법의 "핵심 초안"이었다. 1990년부터 2015년까지 국회의원을 지냈으며, SWAPO의 중앙위원회와 정치국원을 역임했다. 그는 1990년부터 2002년 8월 27일까지 샘 누조마 대통령에 의해 하게 게인고브의 후임으로 총리로 임명되었다.
1999년 9월 14일 유엔 총회 의장으로 선출되어 2000년 9월까지 재임했다. 유엔에서 구리랍의 업적 중에는 나미비아 영토로의 월비스베이 재통합을 가져온 협상을 주재한 것도 있었는데, 이는 안보리 결의 432호를 이행한 것이다.
2004년 선거에 이어, 2005년 3월 20일 새로운 의회 임기가 시작될 때 구리랍은 국회의장으로 선출되었다.
그는 2002년 8월 당 대회에서 SWAPO 중앙위원회 선거에서 6번째로 높은 득표수인 377표를 받았다. 그는 2007년 11월 SWAPO 회의에서 중앙 위원회 선거에서 다시 가장 높은 점수를 받은 후보자 중 한 명이었다.
2008년부터 2011년까지, 구리랍은 주권 국가들의 의회의 국제 기구인 국제 의회 연맹(IPU)의 회장이었다.
구리랍은 2009년 11월 국회의원 선거에서 재선되었으며, SWAPO는 의석의 대부분을 유지했다. 2010년 3월 19일, 하원의원들은 만장일치로 구리랍을 국회의장으로 재선했다. 그 자리에서 구리랍은 헌법의 중요성을 강조했다. "저는 헌법이 나미비아에 제공하는 최고의 비전뿐만 아니라 국가 통합, 화해, 민주주의, 법치주의에 대한 약속을 알고 있습니다, 인간의 존엄성, 사회 경제적 해방, 그리고 해방과 독립을 위한 길고 고통스러운 투쟁의 이득을 보호하기 위한 헌신입니다."
2014년 8월 말, SWAPO가 2014년 11월 총선을 위한 의회 후보 목록을 선택했을 때, 구리랍은 목록에 없었다. 2015년 3월 20일 국회가 새로운 임기를 위한 회의를 시작했을 때, 구리랍은 피터 카타비비가 의장직을 승계했다.

## 사망
구리랍은 2018년 7월 14일 자연사로 빈트후크 병원에서 사망했다.